# Рубинштейн, Герман Рафаилович
Герман Рафаилович Рубинштейн (1871—1955) — советский учёный и педагог, фтизиатр и пульмонолог, доктор медицинских наук (1899), профессор (1934). Заслуженный деятель науки РСФСР (1946). Лауреат Сталинской премии (1951).

## Биография
Родился 14 июня 1871 года в г. Жаренай Виленской губернии.
С 1891 по 1896 год обучался на медицинском факультете Юрьевского университета. С 1896 по 1903 год на педагогической работе в Юрьевском университете в должностях: помощник прозектора, с 1901 года — приват-доцент кафедры патологической анатомии и старший ассистент клиники госпитальной терапии, являлся учеником Рудольфа Вирхова.
С 1903 по 1905 год работал на клинической работе на факультетской терапевтической клинике Киевского университета под руководством профессора В. П. Образцова. С 1905 по 1939 год работал в системе санаторно-курортного лечения в должностях — заведующего Киевского детского туберкулёзного санатория, с 1926 по 1927 год — консультант в Московских санаториях Московского здравоохранительного отдела и на одновременно научно-исследовательской работе в Государственном центральном институте курортологии, с 1927 по 1939 год — научный руководитель Кратовского санатория ВЦСПС имени В. И. Ленина.
С 1932 по 1941 год на педагогической работе в Центральном институте усовершенствования врачей в должности организатора и первого заведующего кафедры туберкулёза. С 1941 по 1952 год на педагогической работе в Первом Московском ордена Ленина медицинском институте в должности заведующего кафедрой туберкулёза.

## Научно-педагогическая деятельность
Основная научно-педагогическая деятельность Г. Р. Рубинштейна была связана с вопросами в области фтизиатрии, патогенеза, пульмонологии и профилактики, диагностики и лечения заболеваниями лёгких и начальной формой туберкулёза.
Г. Р. Рубинштейн являлся действительным членом Международного научного общества фтизиатров, членом Президиума Московского и Всесоюзного научного общества фтизиатров.
В 1899 году Г. Р. Рубинштейну было присвоена учёная степень доктор медицинских наук, в 1934 году ему было присвоено учёное звание профессор. Под руководством Г. Р. Рубинштейна было написано более ста научных трудов, в том числе десяти монографий. В 1895 году за свой научный труд «Качественные и количественные изменения состава крови при раковых заболеваниях» Г. Р. Рубинштейн был удостоен золотой медали Юрьевского университета. За свои заслуги он 1946 году был удостоен почётного звания Заслуженный деятель науки РСФСР, а в 1951 году становится — лауреатом Сталинской премии СССР.
Скончался 4 января 1955 года в Москве.

## Семья
Брат, Арон Рафаилович Рубинштейн (1880—1959) — виолончелист, в 1904—1912 гг. руководил собственной музыкальной школой в Либаве, в 1922—1923 гг. директор Воронежского музыкального техникума.